# Lutz Hein
Lutz Hein (* 12. Mai 1963 in Lübeck) ist ein deutscher Mediziner und Pharmakologe und Inhaber des Lehrstuhl II des Instituts für experimentelle und klinische Pharmakologie und Toxikologie der Albert-Ludwigs-Universität Freiburg.
Schwerpunkt seiner Forschung ist die Pharmakologie von Herz-Kreislauf-Erkrankungen. Anhand transgener Tiermodelle untersucht Hein die Rolle des sympathischen Nervensystems, die Funktion G-Protein-gekoppelter Rezeptoren und ihre Signaltransduktion. Darüber hinaus gilt sein Interesse den epigenetischen Modifikationen im Rahmen der Herzinsuffizienz.

## Leben
Lutz Heins Interesse für die Forschung wurde schon früh dokumentiert. 1980 gewann er den „Jugend forscht“-Bundespreis im Fachbereich Biologie. 1979 und 1981 erlangte er je einen Award in der Endrunde des European Philips Contest for Young Scientists and Inventors.
1982 nahm Hein sein Studium der Medizin in Kiel auf. Seine Dissertation mit dem Titel „Lipidosis-artige und Mucopolysaccharidosis-artige Zellveränderungen bei Ratten nach Behandlung mit Tiloron-Analoga“ fertigte er am anatomischen Institut unter Anleitung von Renate Lüllmann-Rauch an. 1988 wurde er zum Dr. med. promoviert und anschließend wissenschaftlicher Mitarbeiter bei Heinz Lüllmann am pharmakologischen Institut der Universität Kiel. Von 1991 bis 1996 arbeitete er bei Brian Kobilka, der 2012 mit dem Nobelpreis für Chemie ausgezeichnet wurde, an der Stanford University und legte dort den Grundstein seiner Forschungsarbeit. 1996 wechselte er zu Martin Lohse an das Institut für Pharmakologie und Toxikologie der Universität Würzburg, wo er sich 1999 habilitierte („Transgene Modelle zur Untersuchung der Funktion G-Protein-gekoppelter Rezeptoren“). Im gleichen Jahr erwarb er den Facharzttitel für Pharmakologie und Toxikologie, 2003 wurde er zusätzlich Facharzt für klinische Pharmakologie. 2004 wurde Hein als Nachfolger von Klaus Starke auf den Lehrstuhl II des Instituts für experimentelle und klinische Pharmakologie und Toxikologie der Universität Freiburg berufen.
Hein ist in zahlreichen wissenschaftlichen Gremien aktiv. Er ist Mitglied der Arzneimittelkommission der deutschen Ärzteschaft (seit 2007), Vorstandsmitglied der Deutschen Gesellschaft für Pharmakologie (2010), Wissenschaftlicher Beirat der Deutschen Stiftung für Herzforschung und Vorsitzender der Freiburger Medizinischen Gesellschaft. 2011 wurde er in das Fachkollegium Medizin der Deutschen Forschungsgemeinschaft gewählt. Im Jahr 2012 wurde er zum Mitglied der Leopoldina gewählt.

## Werk

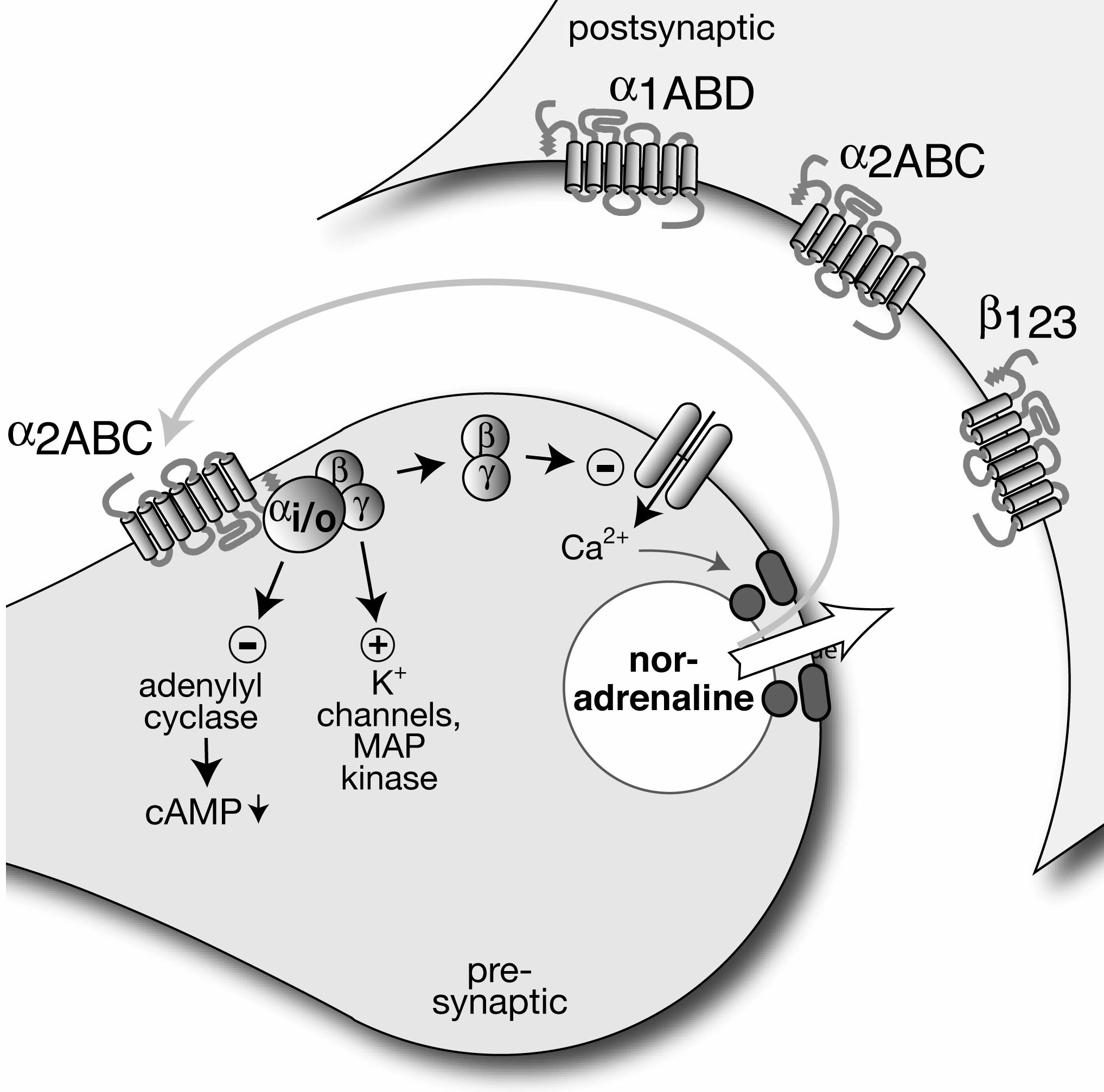
Lutz Heins Interesse gilt G-Protein-gekoppelten Rezeptoren wie hier den präsynaptischen α2A-, α2B- oder α2C-Autorezeptoren an einer Axonendigung mit Noradrenalin.

Lutz Heins Arbeit macht einen wesentlichen Anteil am heutigen Verständnis von der Rolle G-Protein-gekoppelter Rezeptoren im Herz-Kreislauf-System aus. So leistete er einen wesentlichen Beitrag, die Funktion des Angiotensin AT2-Rezeptors und die der verschiedenen α2-Adrenozeptoren aufzuklären. Hein konnte gemeinsam mit seinen Mitarbeitern nachweisen, dass α2A- und 2C-Adrenozeptoren Teil eines negativen Rückkopplungsmechanismus sind, der die Entwicklung einer Herzinsuffizienz verhindern kann. Mit Hilfe transgener Tiermodelle konnte er zeigen, dass α2C-Rezeptoren für die Kontrolle des sympathischen Nervensystems bei Herzinsuffizienz entscheidend sind, während α2A-Rezeptoren zwar im gesunden Tier dazu beitragen, im Verlauf der Erkrankung aber ihre Funktion verlieren.
Überraschend war, dass α2B-Rezeptoren auch in der Organentwicklung, unter anderem in Plazenta und Lunge, eine wichtige Rolle spielen.
Seine Erfahrungen mit transgenen Organismen fasste Lutz Hein im Handbook of Experimental Pharmacology zusammen. Für Studenten gibt er gemeinsam mit anderen das Lehrbuch „Pharmakologie und Toxikologie“ und den „Taschenatlas Pharmakologie“ heraus.